# Jean-Pierre Balligand
Jean-Pierre Balligand, né le 30 mai 1950 à La Neuville-lès-Dorengt (Aisne), est un homme politique français, membre du Parti socialiste.

## Biographie
Jean-Pierre Balligand est maire de Vervins (Aisne) de 1983 à 2013.
Il est élu député de l'Aisne sans discontinuité entre le 21 juin 1981 (VIIe législature de la Cinquième République) et le 19 juin 2012 (XIIIe législature de la Cinquième République). Il est secrétaire de l'Assemblée nationale du 4 avril 1986 au 1er avril 1987 ainsi que du 3 octobre 2011 au 20 juin 2012. Il est vice-président de l'Assemblée entre le 6 octobre 2010 et  3 octobre 2011, succédant à Danielle Bousquet.
Il est président de la commission de surveillance de la Caisse des dépôts et consignations de 1997 à 2002. Il prend en 1998 la présidence du conseil général de l'Aisne après la victoire de la gauche aux élections cantonales.
Le 16 juin 2002, il est réélu député de la 3e circonscription de l'Aisne en battant Annick Garin, alors maire (UMP) de Puisieux-et-Clanlieu, avec 60,56 % des suffrages au second tour. Le 17 juin 2007, il est réélu député en battant Frédéric Meura, maire UMP de Papleux, avec 53,63 % des voix au second tour. Il est membre du groupe Socialiste, radical et citoyen de l'Assemblée nationale. Il ne se représente pas aux élections législatives de 2012.

## Détail des mandats et fonctions

### Député
- 02/07/1981 - 01/04/1986 : député de la 3e circonscription de l'Aisne
- 02/04/1986 - 14/05/1988 : député de l'Aisne
- 13/06/1988 - 01/04/1993 : député de la 3e circonscription de l'Aisne
- 02/04/1993 - 21/04/1997 : député de la 3e circonscription de l'Aisne
- 01/06/1997 - 18/06/2002 : député de la 3e circonscription de l'Aisne
- 19/06/2002 - 19/06/2007 : député de la 3e circonscription de l'Aisne
- 20/06/2007 - 19/06/2012 : député de la 3e circonscription de l'Aisne
- 05/10/2010 - 03/10/2011 : vice-président de l'Assemblée nationale

### Conseil général de l’Aisne
- 19/03/1979 - 10/03/1985 : membre du conseil général de l'Aisne
- 11/03/1985 - 26/03/1992 : membre du conseil général de l'Aisne
- 29/03/1992 - 23/03/1998 : membre du conseil général de l'Aisne
- 27/03/1998 - 18/03/2001 : président du conseil général de l'Aisne
- 18/03/2001 - 28/03/2004 : membre du conseil général de l'Aisne
- 29/03/2004 - 29/03/2015 : membre du conseil général de l'Aisne

### Mairie de Vervins
- 14/03/1983 - 12/03/1989 : maire de Vervins (2 653 habitants), Aisne
- 18/03/1989 - 18/06/1995 : maire de Vervins
- 25/06/1995 - 18/03/2001 : maire de Vervins
- 18/03/2001 - 16/03/2008 : maire de Vervins
- 17/03/2008 - 15/02/2013 : maire de Vervins
- 15/02/2013 - 30/03/2014 : conseiller municipal de Vervins

## Décoration
- Chevalier de la Légion d'honneur le 1er janvier 2013[5].